# Колониальный кинотеатр (Финиксвилл)
Колониальный кинотеатр (англ. Colonial Theater) — кинотеатр, расположенный в городе Финиксвилл (Пенсильвания). Он был построен в 1903 году в качестве театра для водевилей.
Кинотеатр находится под управлением некоммерческой организации Ассоциация Колониального Театра (англ. Association for the Colonial Theatre), которая вновь открыла его для публики в 1999 году. В кинотеатре показывают независимое кино и классические киноленты, а также устраиваются сеансы для детей.